# معسكر خلدن

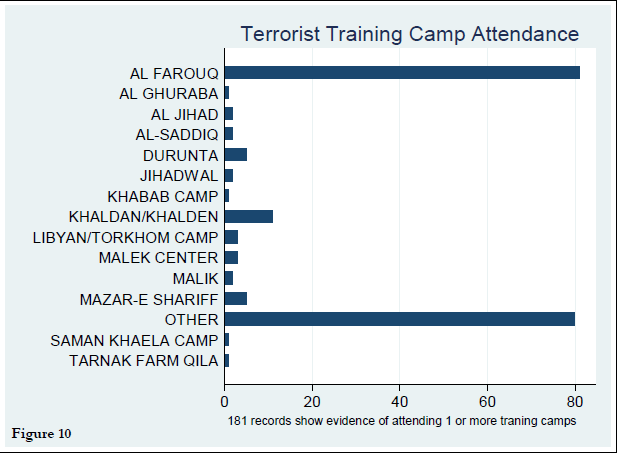

معسكر خلدن واحد من بين مئات معسكرات تدريب القاعدة في أفغانستان وكان يديرها أفراد من تنظيم القاعدة خلال حكم طالبان (1996-2001). وكان معسكر التدريب يدار بواسطة ابن الشيخ الليبي ، الذي اعتقل في أواخر عام 2001 وتوفي في سجنه في عام 2009
الجزائري أحمد رسام والذي أتهم لاحقاً بؤامرة الألفية قال انه حضر المعسكر مستخدماً الاسم المستعار «نبيل» في أبريل 1998 ومكث مدة خمسة إلى ستة أشهر. ، وقال إن معسكر خلدن استضاف قرابة 50-100 متدرب وتدرب هناك على الأسلحة الخفيفة والمسدسات ورشاشات صغيرة وقاذفات قنابل صاروخية (ار بي جي) ومتفجرات (بما في ذلك السي فور (C4) والتي أن تي (TNT) والمتفجرات البلاستيكية، والمتفجرات البلاستيكية السوداء والسموم (بما في ذلك السيانيد الغاز السام، والتخريب، واختيار الأهداف، وحرب المدن، والتكتيكات (بما في ذلك الاغتيالات)، والأمن. وكان المتدربون من الأردن، الجزائر، اليمن، السعودية، الشيشان، تركيا، السويد، ألمانيا، وفرنسا. وفي الوقت الذي كان فيه هناك، التقى زكريا موسوي.